# 列斯利·尼可斯
列斯利·尼可斯（英語：Leslie Nichols，1907年—?），是一名來自英格蘭的男子羽球運動員。
列斯利·尼可斯出生於伊斯靈頓。他曾經三次獲得全英羽球錦標賽冠軍。他從1936年到1938年連續三年與他的弟弟拉爾夫·尼可斯一起贏得雙打冠軍。